# Флориколен крабов паяк
Флориколният крабов паяк (Misumena vatia) е вид паякообразно от семейство Крабови паяци (Thomisidae).

## Разпространение
Видът е разпространен в Холарктика.

## Описание
На цвят са бели или жълти, в зависимост от цвета на цветовете, върху които ловуват. Женските достигат дължина до 10 mm, а мъжките – до 5 mm (без краката).